# Medal of Honor: Heroes
Medal of Honor: Heroes (v překladu Medaile cti: Hrdinové) je devátý díl série Medal of Honor. Žánrově se jedná o FPS z druhé světové války. Hra byla vyvinuta společností EA Canada pro PlayStation Portable a vydána 23. října 2006.
Ve hře se objeví tři hrdinové z minulých dílů série – poručík Jimmy Patterson z původního Medal of Honor a Medal of Honor: Frontline, seržant John Baker z rozšíření Breakthrough k Medal of Honor: Allied Assault a poručík William Holt z Medal of Honor: European Assault. Kampaně se odehrávají v Itálii, Holandsku a Belgii.